# Premuda (település)
Premuda falu Horvátországban Zára megyében. Közigazgatásilag Zárához tartozik.

## Fekvése
Zárától légvonalban 55 km-re északnyugatra, Pagtól légvonalban 38 km-re nyugatra, Mali Lošinjtól 24 km-re délkeletre az azonos nevű szigeten, annak északi részén fekszik. Premuda szigetét az északkeletre fekvő Silba szigetétől a Silbai-csatorna (Silbanski kanal), a délkeletre fekvő Škardától pedig a Premudai kapu (Premudska vrata) választja el. Premuda szigete a Zárához tartozó szigetek legnyugatabbika, mintegy 9 km hosszú és 1 km széles, területe 9,2 km². Legmagasabb pontja a Vrh 88 méter magasan emelkedik a tengerszint fölé. Számos természetes öböllel rendelkezik, melyek közül a legjelentősebbek a Premuda, a Zaporat, a Široki, a Vela és Mala Letnja, a Dobra, a Pastirski, a Kalpić, a Prisika, a Driveni, a Sridnji, a Skrajni, a Loza, a Kalanji bok, a Nozdre és a Golubinka. A szigeten két kikötő található. A északi részen a Loza-öbölben fekvő kikötő volt egykor a Krijal kiépítése előtt a fő kikötő a hajók és a kompok számára. Ma hajók csak időnként, erős déli, vagy nyugati szél esetén használják. A másik kikötő a sziget déli oldalán található régi halászkikötő, melyet az Osztrák–Magyar Monarchia idején patkó alakúra építettek ki. 2005-ben ettől a régi kikötőtől nyugatra építették ki az új Krijal komp- és hajókikötőt. Tőle délre a nyári hónapokban mintegy negyven hajó számára van horgonyzóhely. Népszerű horgonyzóhely van még Krilajtól egy tengeri mérföldre fekvő Premuda-öbölben is. Tiszta időben jól látszódik innen az olasz tengerpart.

## Története
A sziget történelem előtti benépesülésére nem rendelkezünk megbízható adatokkal. Első írásos említése az ókorban, a 4. században az úgynevezett Peutiger táblán történt „Pamodos” alakban. A név valószínűleg indoeurópai eredetű. Első ismert lakói az illírek egyik törzse a liburnok voltak, akik a környező szigeteket is lakták. A rómaiak itteni jelenlétéről az ókori kőbányák maradványai árulkodnak. A 7. században egy ravennai geográfus „Primodia” néven említi. A név a latin „primus” (első) szóból származik, mivel nyugatról a zárai szigetek közül ez az első sziget. Ebből származik a sziget és a település mai neve is. A 10. században Bíborbanszületett Konstantin „Pyrotima” néven említi a birodalom kormányzásáról írt művében. A mű szerint a sziget ekkor lakatlan volt, más szerzők azonban lakottnak tartják, amelynek azonban nem volt vára. A szigeten a Kalpić-öböl felett mindössze egy templomocska, ún. „garška” állt. A hagyomány szerint a görögök aranyat ástak el itt. Maradványainak feltárása bizonyára sok információt adna a sziget középkori történetéhez. Ezen kívül a források említenek egy Szent Anna kápolnát is, melyről a mai lakosok nem tudnak.
A sziget összes földrajzi neve nemcsak a sziget belsejében, de a parton is horvát eredetű ami azt jelenti, hogy a horvát betelepülés idején nem élt itt olyan lakosság, akiktől a betelepülők a korábbi neveket átvették volna. A horvátok a szigetnek is saját nevet adtak a „Dlačnik”, vagy „Dlasnik” nevet, amelyről a helyiek azt feltételezik, hogy a mai „kao na dlanu” régi megfelelőjéből (tenyérnyi, „mint a tenyér”) származik. Bár ez az elnevezés csak 1567-ben tűnik fel először írásos dokumentumban mindenképpen előbb, még Dalmáciának velencei uralom alá kerülése (1409) előttről ered. Ekkor változott a sziget elnevezése Premudára. (1421-ben már Premuda néven szerepel a zárai kataszterben). A nép ajkán és néhány glagolita dokumentumban a Dlačnik név mindazonáltal a 20. század elejéig fennmaradt.
Premuda falu a sziget belsejében egy mező mellett alakult ki. Az 1527-es összeírás szerint Premudának már 110 lakosa volt. A sziget a zárai érsekség fennhatósága alá tartozott. 1659-ig a plébánia központja Silba volt, akkor Premuda önálló plébánia lett. A 17. század óta 32 pap szolgált itt, a plébánián régi anyakönyvein kívül hat glagolita misekönyvet és breviáriumot őriztek, melyek ma valószínűleg Silbán találhatók. A horvát papok nagy kulturális és politikai szerepet játszottak a sziget történetében. A sziget lakói különösen sok támadásnak voltak kitéve a török kalózok részéről 1559 és 1685 között, amikor sokakat rabságba hurcoltak. Az állandó veszély miatt 1608-ban a szigetnek csak 26 lakosa volt. Ez a záraiak által végzett összeírás a lakosság száma mellett kitért a vezetéknevekre is. Eszerint a szigeten ekkor a Barbić, Crvarić, Lovrović, Longin, Ricović, Jadrijević, Krpačić családok éltek. 1661-ben a szigetre őrséget helyeztek, amely időben értesítette a lakosságot a készülő támadásokról és az ellenséges hajók megjelenéséről. Ilyen őrhely állt a Krijal kikötőtől délre a Belveder nevű helyen, ahonnan kitűnő kilátás nyílik a tengerre. 1714 és 1718 között újraéledtek a török támadások és a szájhagyomány máig megőrizte a támadások és a rabságba hurcolt lakosok emlékét. A zenggi kalózok is többször portyáztak a sziget körül főként velencei hajókat támadva. Ezen támadások miatt épült a szigeten a figyelőtorony, melyet a korabeli dokumentumok 1806-ban említenek először, de ennél sokkal előbb épülhetett. A helyiek szerint az 1926-ban a plébánia előtt épített közösségi ház egy korábbi kastély alapjain épült, amelyet akkor bontottak le.
A szigetre újabb betelepülési hullám érkezett a 18. században, legfőképpen Olibról ahova még a 15. században települtek be Cetin vidékéről. 1759-ben a településnek 284 lakosa volt, akik főként földműveléssel, állattartással (szarvasmarha, juh) és halászattal foglalkoztak. Követ elsősorban saját felhasználásra, építéshez bányásztak. A közeli kis szigeteken (Kamenjak, Masarine, Hripa) juhokat tartottak. Bár a hajózásról nincsenek hiteles adatok, bizonyos hogy a halászat mellett a hajózás is fejlődött. A 18. században hét hajótulajdonost említenek az egyházi dokumentumokban. A szájhagyomány szerint az itteni hajósok Velencébe szállítottak állatokat. A Szent Kirijak templomot övező temetőben a hajósok hajókkal díszített sírkövei is megtalálhatók. Még a 19. században is egy hajótulajdonost és nyolc kapitányt említenek a szigeten. A tengerészet fontosságát mutatja, hogy 1877-től a század végéig kikötői hivatal működött Premudán. Iskoláját 1867-ben alapították, mely 1890-ben a Szent Jakab templom mellé új épületbe költözött. A század végén olvasókör is alakult a település központjában. 1815-től a bécsi kongresszus Dalmácia többi részével együtt Ausztriának adta, amely Dalmácia részeként Zárából igazgatta 1918-ig. A községközpont Silbán volt. A 19. század végén nagy gazdasági válság bontakozott ki. A szőlőtermelés visszaesett a peronoszpóra járványok miatt, a hajózást pedig a gőzhajók megjelenése érintette hátrányosan. Mivel a föld nem tudta eltartani a lakosságot már nagyon korán megindult a kivándorlás, főként Észak- és Dél-Amerikába. A szigetnek 1857-ben 577, 1910-ben már csak 473 lakosa volt. A 20. század elején megnyílt a falu postahivatala. 1903-ban elsőként a zárai szigetek közül létrejött a halászok egyesülete, 1910-ben felépült egyesületi székházuk is. Az első világháborút követően előbb a Szerb-Horvát-Szlovén Királyság, majd Jugoszlávia része lett. 1926-ban a plébánia előtt felépítették az új közösségi házat, melynek alsó szintjén bolt működött. A szigetnek 2011-ben 64 lakosa volt, akiknek fő megélhetési forrása a turizmus, a juhtenyésztés, valamint az olajbogyótermesztés és feldolgozás. A szigeten télen is működik a bolt, a posta és az iskola. Nyáron kinyit a Krijal-kikötőben levő üzlet is, valamint a három étterem és a presszó bár.

## Lakosság
| Lakosság változása | Lakosság változása | Lakosság változása | Lakosság változása | Lakosság változása | Lakosság változása | Lakosság változása | Lakosság változása | Lakosság változása | Lakosság változása | Lakosság változása | Lakosság változása | Lakosság változása | Lakosság változása | Lakosság változása | Lakosság változása |
| ------------------ | ------------------ | ------------------ | ------------------ | ------------------ | ------------------ | ------------------ | ------------------ | ------------------ | ------------------ | ------------------ | ------------------ | ------------------ | ------------------ | ------------------ | ------------------ |
| 1857               | 1869               | 1880               | 1890               | 1900               | 1910               | 1921               | 1931               | 1948               | 1953               | 1961               | 1971               | 1981               | 1991               | 2001               | 2011               |
| 577                | 503                | 560                | 453                | 446                | 473                | 473                | 374                | 320                | 273                | 213                | 152                | 98                 | 73                 | 58                 | 64                 |

## Nevezetességei
- Szent Jakab tiszteletére szentelt plébániatemploma[5] 1610-ben épült. Mai titulusa a Kisboldogasszony. A templomot 1868-ban szentelte fel Petar Maupas zárai érsek. 1910-en és 2000-ben teljesen megújították. Egyhajós épület sekrestyével és három márvány oltárral. Főoltárképén Szent Jakab apostol, a bal oldali mellékoltáron Szent József, a jobb oldalin a Kármelhegyi Boldogasszony ábrázolása látható. Keresztelőmedencéje és szenteltvíztartói kőből készültek. A templom mellett szép harangtorony áll három haranggal, melyek 1931-ben Ljubljanában készültek.[6]
- Szent Cirjék tiszteletére szentelt temploma[7] a sziget egyik nyugati öblében a Krijal-öbölben található. A 18. századig ez volt a falu plébániatemploma Egyhajós épület sekrestyével és három márvány oltárral (de oltárkép és szobor nélkül), kő szenteltvíztartóval. Homlokzatán egy nagyon érdekes hármas harangtorony található, harang nélkül. Felújítása folyamatban van. A templom körül található a falu temetője.[6]
- A sziget elsősorban a hajósok illetve a búvárok körében népszerű, mivel a tenger látnivalók területén számos lehetőséget kínál. Található itt az ún. "Katedrala". Több egymás utáni víz alatti barlang húzódik a mélyben, melyekbe fentről szűrődik be a napfény. A Katedralában a barlangok árnyai és a napsugarakból eredő fény csodálatos játékát figyelhetjük meg.
- A kikötőben található a Komunjski magazin nevű olajmalom.[8]  Egy kőből épített, emeletes épület, hosszúkás, téglalap alaprajzzal (méretei 12 x 7 méter). A 19. században olajmalomként működött. Eredeti berendezése máig fennmaradt.
- Premuda másik látványossága az egykori Osztrák-Magyar Monarchia egyik legnagyobb hajójának, a SMS Szent István csatahajónak a maradványai.[9] A roncsok a szigettől 9 mérföldre délre 66 méter mélyen fekszenek, a Horvát Kulturális Minisztérium védelme alatt állnak, ezért itt csak engedéllyel lehet merülni.

## Galéria
- Premuda elhelyezkedése Zára szigetei között
- A Szent Jakab templom
- Premuda szigete Ilovikról nézve